# Слунські Моравці
45°27′ пн. ш. 15°42′ сх. д. / 45.45° пн. ш. 15.70° сх. д.
Слунські Моравці (хорв. Slunjski Moravci) — населений пункт у Хорватії, в Карловацькій жупанії у складі міста Карловаць.

## Населення
Населення за даними перепису 2011 року становило 85 осіб.
Динаміка чисельності населення поселення: